# De Naam van de Wind
De Naam van de Wind is het eerste deel in de fantasyserie De Kronieken van Kvothe van de Amerikaanse schrijver Patrick Rothfuss. Het origineel werd voor het eerst gepubliceerd in 2007 door DAW Books. Het tweede deel, De Angst van de Wijze, werd gepubliceerd in 2011.

## Inhoud
Het boek vertelt het verhaal van Kvothe, een befaamd magiër, dief, meestermusicus en moordenaar. De schrijver vertelt over zijn jeugd, wanneer hij met een groep muzikanten rondreist, zijn leven als bedelaar, tot de periode waarin hij een leerling wordt aan de befaamde Universiteit voor Magiërs en Alchemisten.

## Prijzen
- 2007 - Quil Award (Science Fiction/Fantasy/Horror)
- 2007 - Best Books of the Year - Publishers Weekly (Science Fiction/Fantasy/Horror)
- 2008 - Alex Award - Young Adult Library Services Association